# Ungarische Westbahn

Das Streckennetz der Ungarischen Westbahn

Die Ungarische Westbahn (UWB), ungarisch: Magyar Nyugati Vasút (MNyV) war eine Eisenbahngesellschaft in Ungarn, deren Strecken in Westungarn und in der Steiermark lagen. Der Sitz der Gesellschaft war in Budapest. 

## Geschichte
Die Ungarische Westbahn wurde in den Jahren 1869 und 1870 in beiden Reichshälften konzessioniert. 
Die österreichische Konzession für die Strecke von Graz zur steirisch-ungarischen Grenze bei Sankt Gotthard erhielten die Ungarische Allgemeine Kreditbank und das Großhandelshaus M.H. Weikersheim & Comp. (Graz) am 2. Februar 1870. Die Konzessionäre wurden verpflichtet, „den Bau der concessionirten Eisenbahn binnen drei Monaten, vom Tage der Ausfolgung der Concessionsurkunde an gerechnet, zu beginnen, binnen zwei Jahren und sechs Monaten zu vollenden und die fertigen Strecken dem öffentlichen Verkehre gleichzeitig mit der ungarischen Anschlusstrecke zu übergeben“. Der Unterbau durfte zunächst nur für ein Gleis ausgelegt werden. 
Erst bei Überschreiten eines Rohertrages von 120.000 Gulden ö.W. pro Meile in zwei aufeinanderfolgenden Jahren durfte die Reichsverwaltung den Bau eines zweiten Gleises fordern. Der österreichische Staat garantierte zudem einen Reinertrag von fünf Prozent jährlich auf das investierte Kapital von 719.800 Gulden pro Meile. Die Konzessionsdauer war auf 90 Jahre vom Tag der Konzessionserteilung festgesetzt. Nach Ablauf von 30 Jahren behielt sich der Staat das Recht vor, die konzessionierte Bahn jederzeit einzulösen.
Eröffnungsdaten
- Győr–Szombathely: 1. Oktober 1871
- Székesfehérvár–Veszprém: 9. August 1872
- Szombathely–Landesgrenze nächst Gyanafalva: 1. September 1872
- Veszprém–Kis-Cell: 3. Oktober 1872
- Landesgrenze nächst Gyanafalva–Graz: 1. Mai 1873

Bereits 1888 vereinbarten die Regierungen von Ungarn und Österreich die Verstaatlichung der Ungarischen Westbahn. Am 1. Jänner 1889 kam der ungarische Anteil zur Königlich Ungarischen Staatsbahn MÁV, den österreichischen Anteil übernahmen die k.k. Staatsbahnen (kkStB).

## Strecken
Die Strecken der ungarischen Westbahn umfassten zum Zeitpunkt der Verstaatlichung eine Gesamtlänge von 372,889 km.
- Győr–Szombathely–Szentgotthárd–Landesgrenze nächst Gyanafalva: 178,488 km
- Landesgrenze nächst Gyanafalva–Graz: 67,846 km
- Székesfehérvár–Veszprém–Kis-Czell: 122,752 km
- Verbindungsgleis zur Südbahnstation in Graz: 3,803 km

## Lokomotiven
| 1–14  |  | 14 | Sigl, Wiener Neustadt | 1870–1872 | 1B–n2  | MÁV II Nr. 850–859 kkStB 19.04–07  |
| 21–46 |  | 26 | Sigl, Wiener Neustadt | 1871–1873 | C–n2   | MÁV III Nr. 860–876 kkStB 46.26–28 |
| 61–72 |  | 12 | Krauss, München       | 1884      | 1B–n2t | MÁV XIII 877–888                   |